# Ilioara, Mureș
Ilioara este un sat în comuna Gornești din județul Mureș, Transilvania, România.

## Imagini

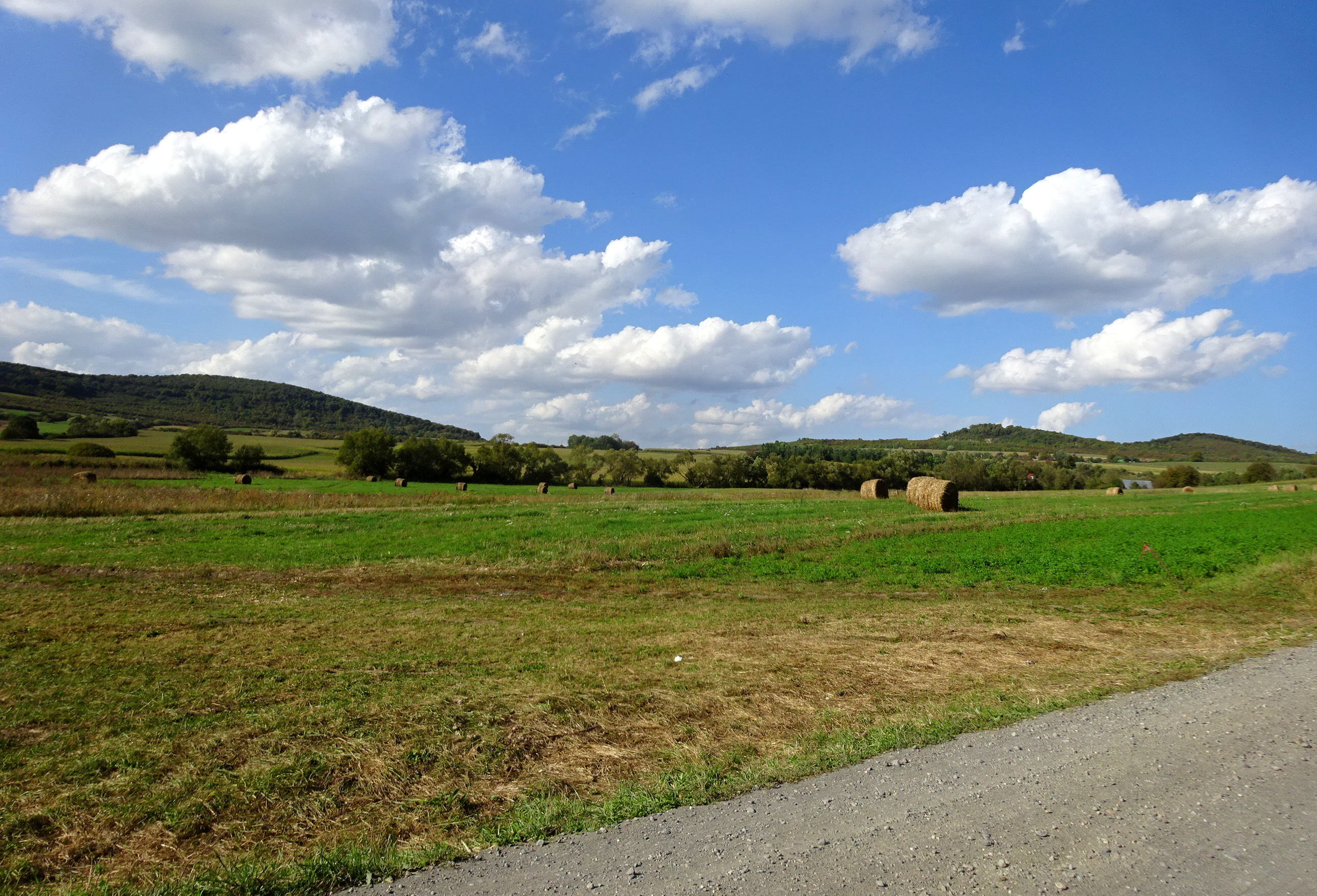
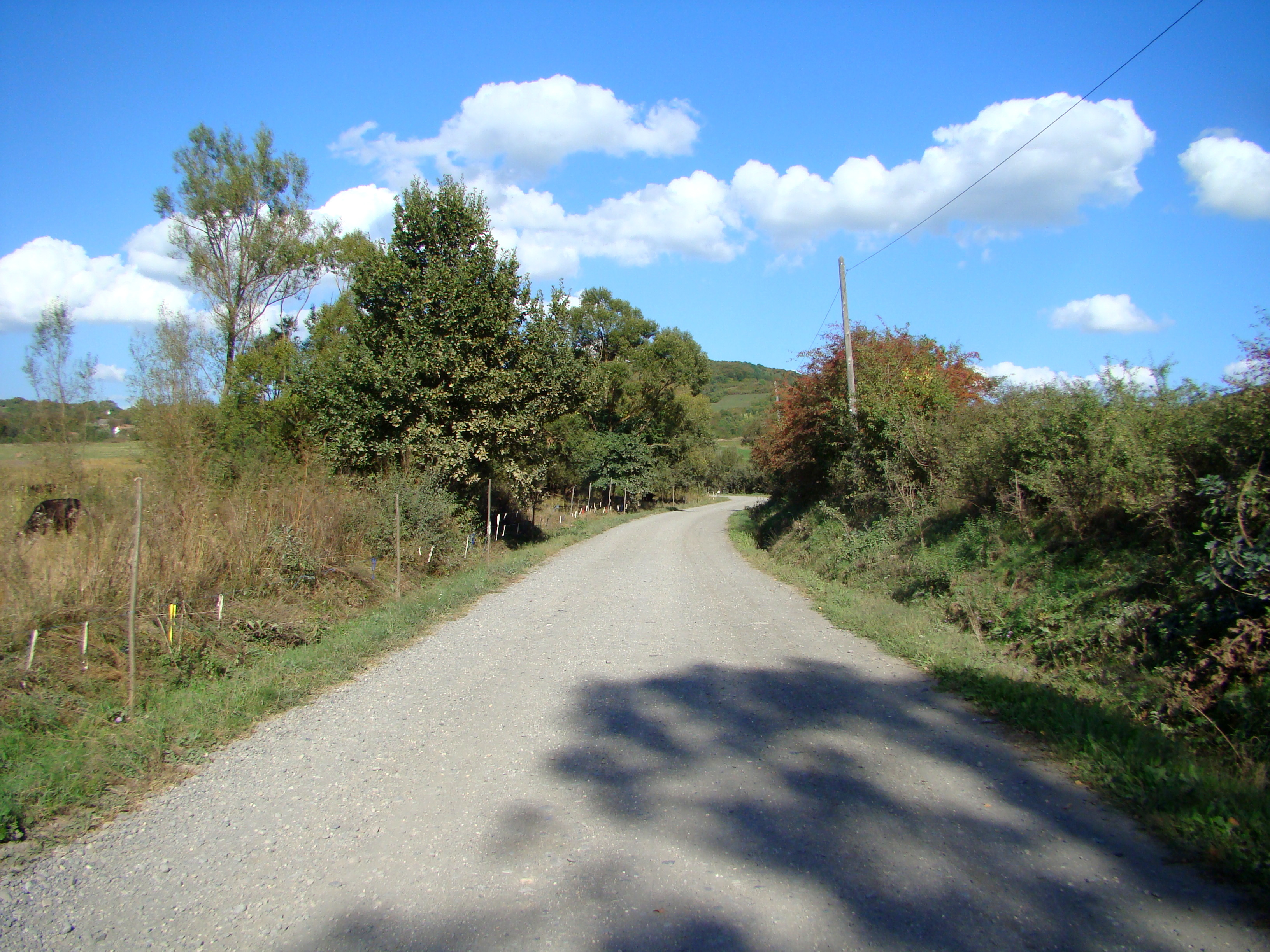
Drumul spre satul Ilioara
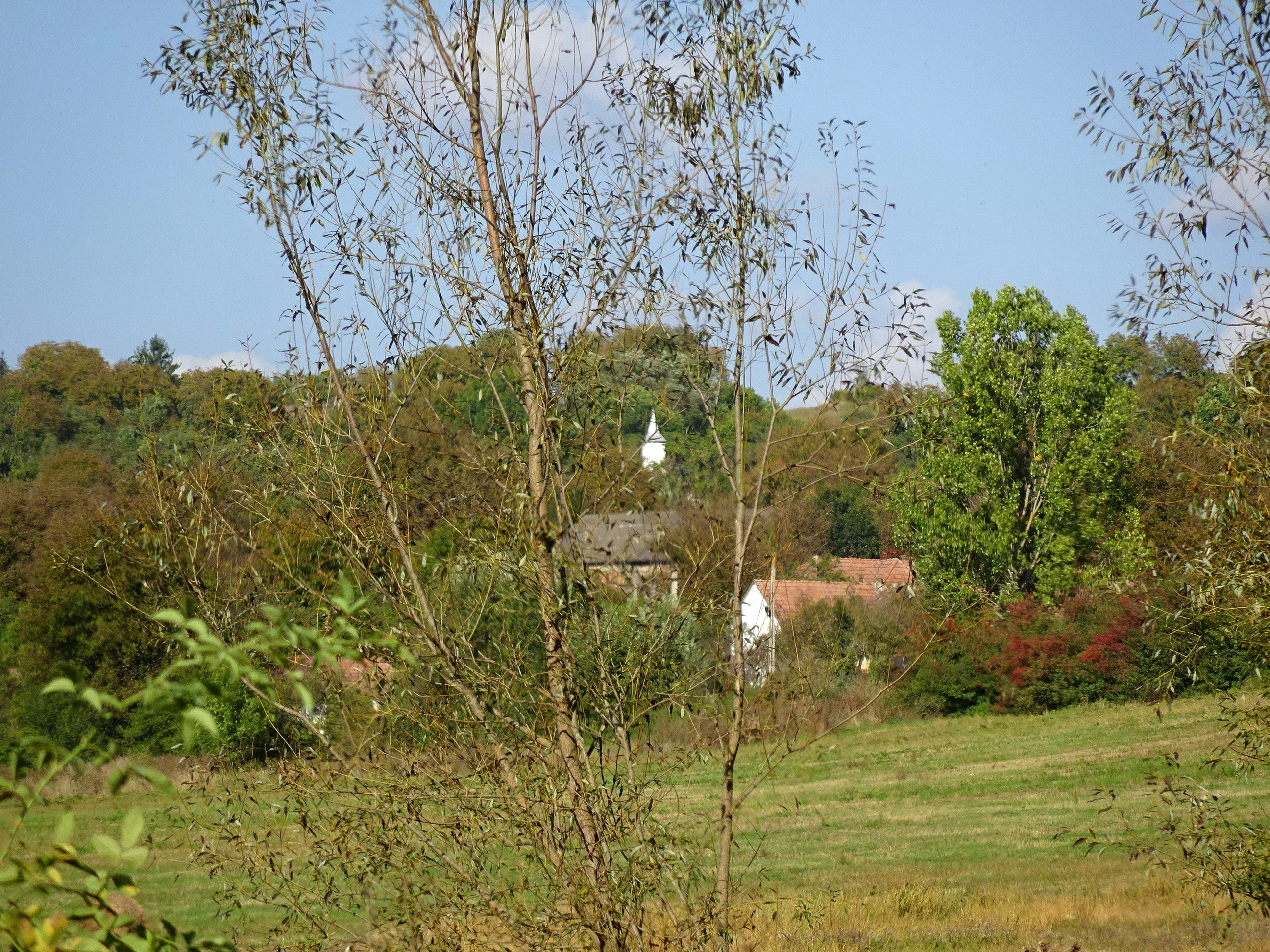
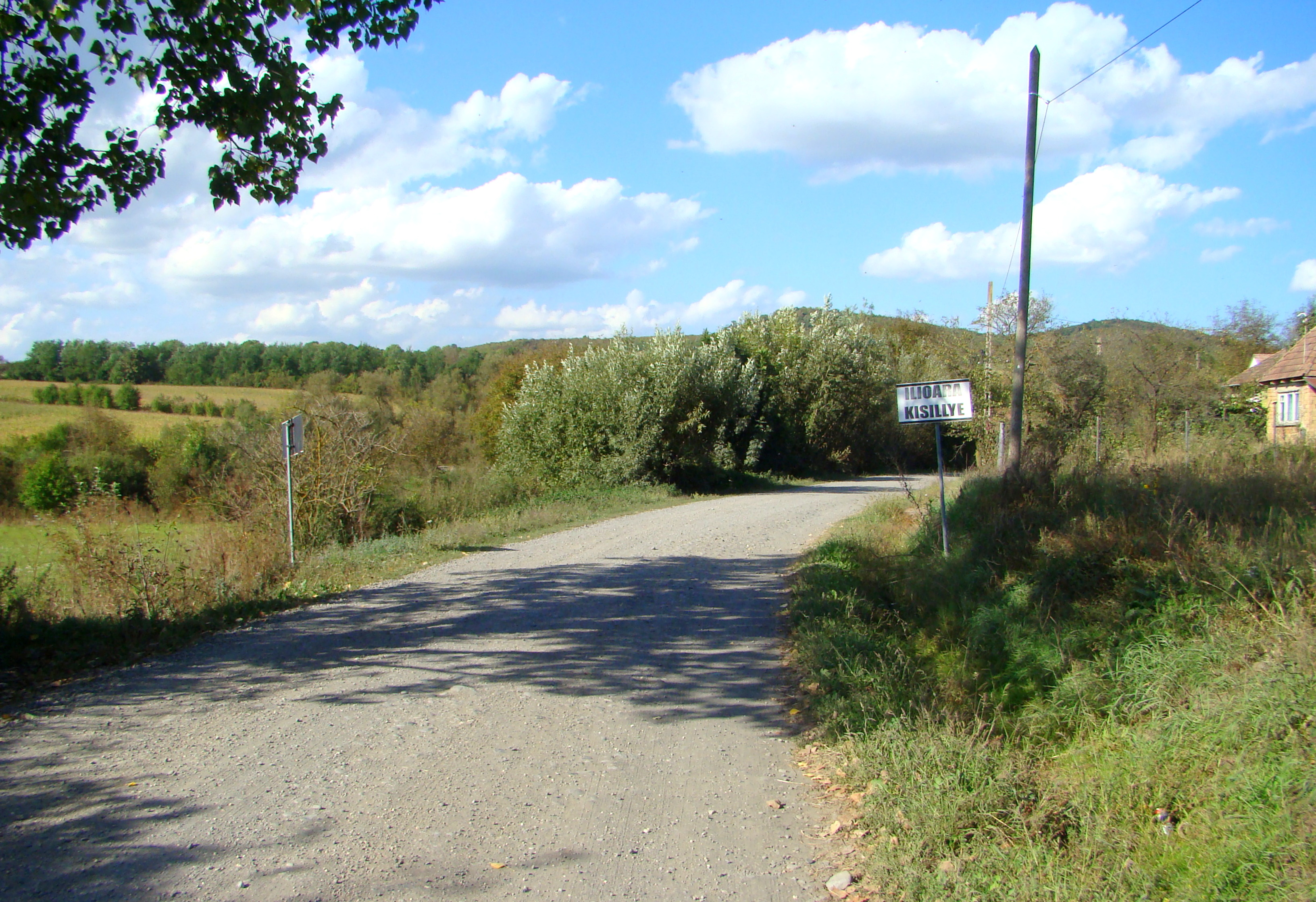
Intrarea în localitate
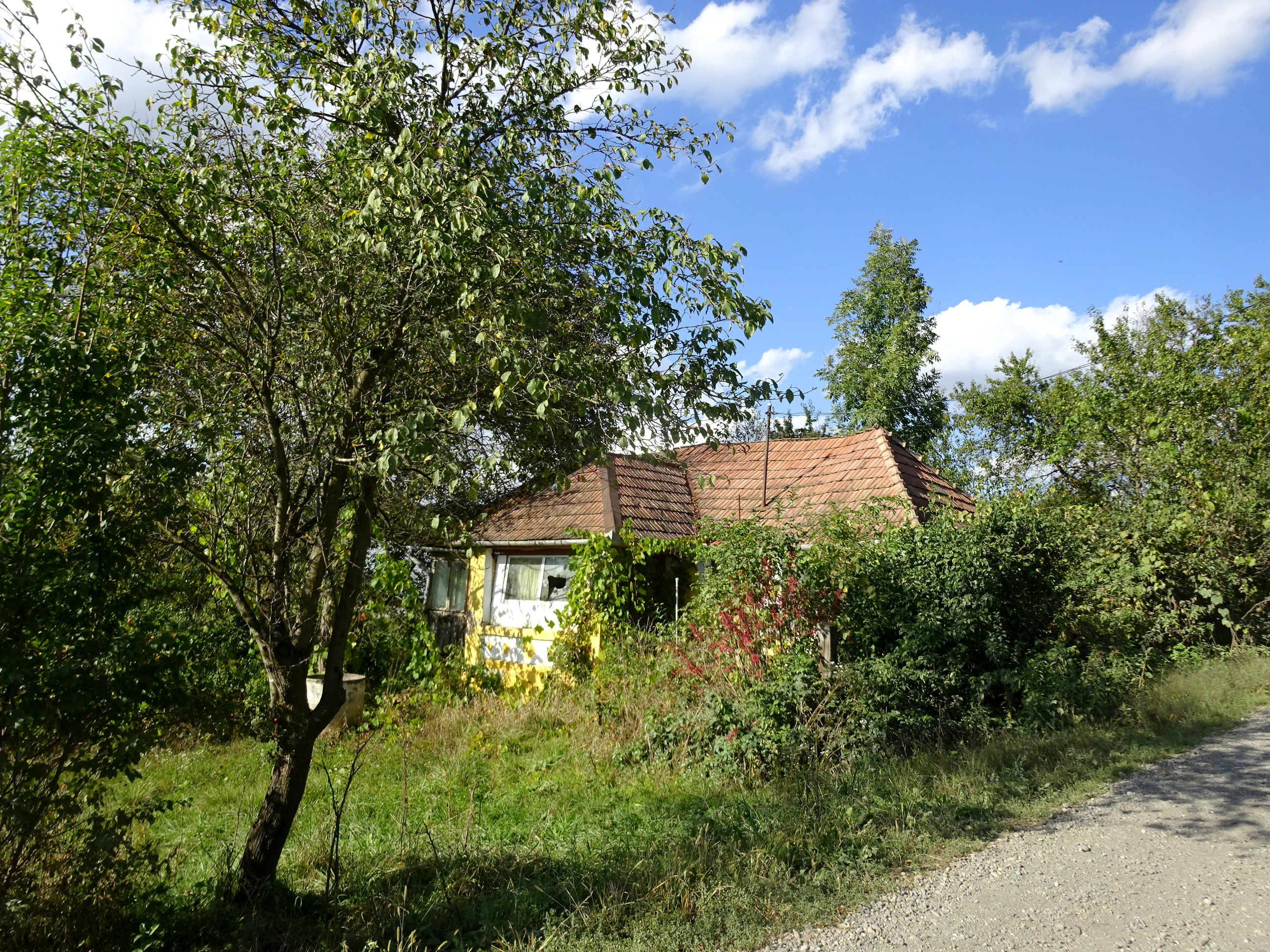
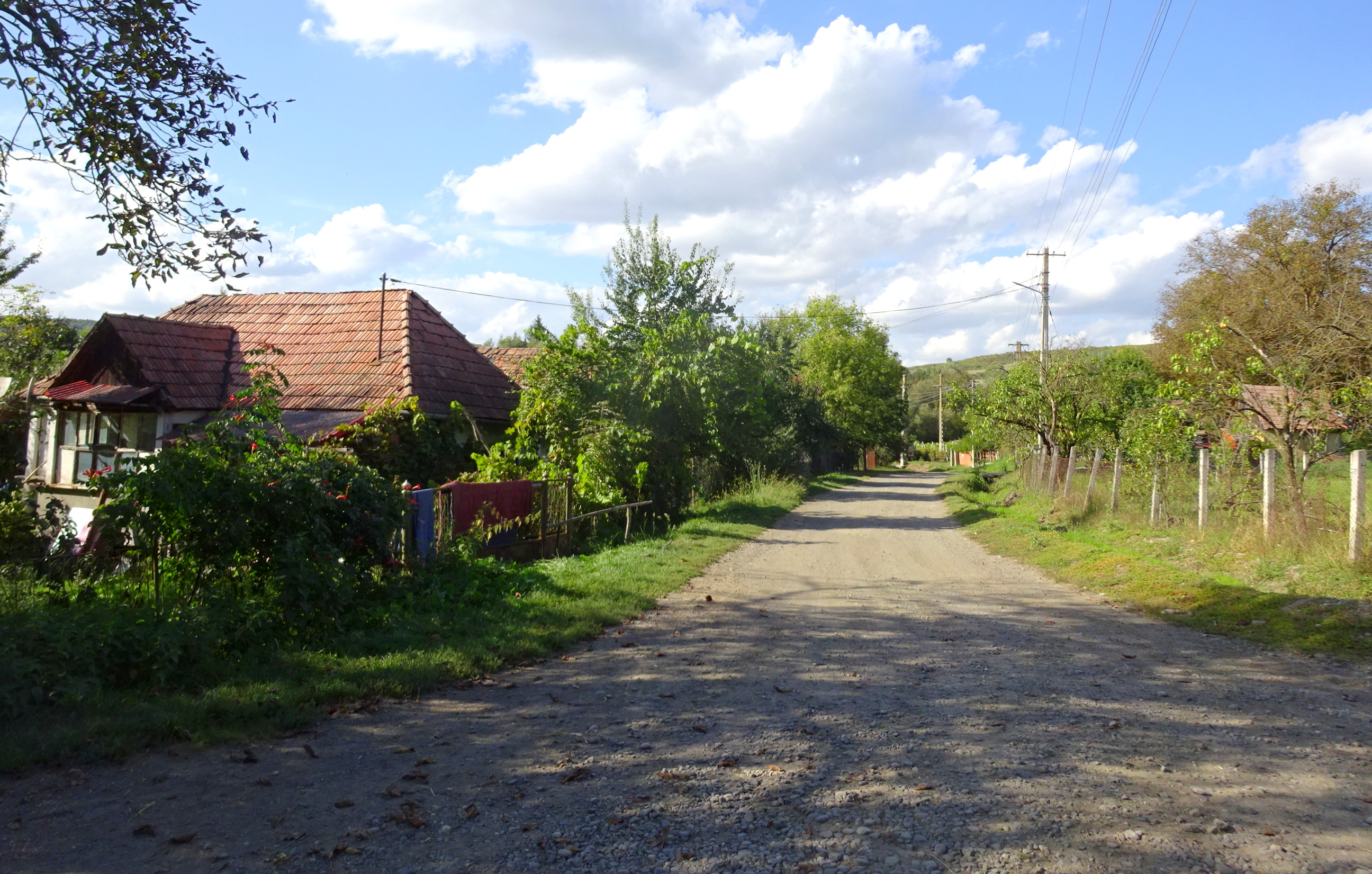
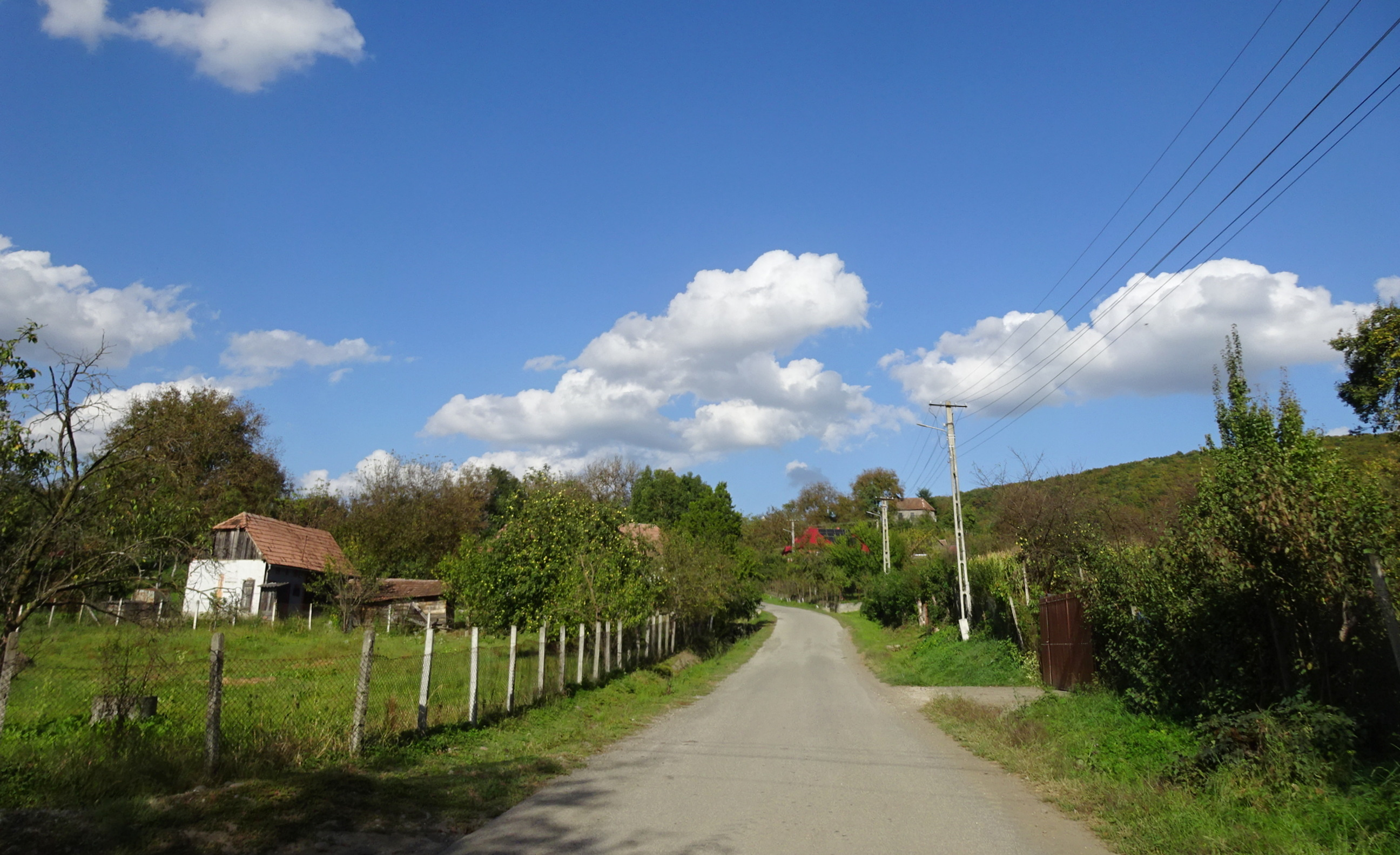
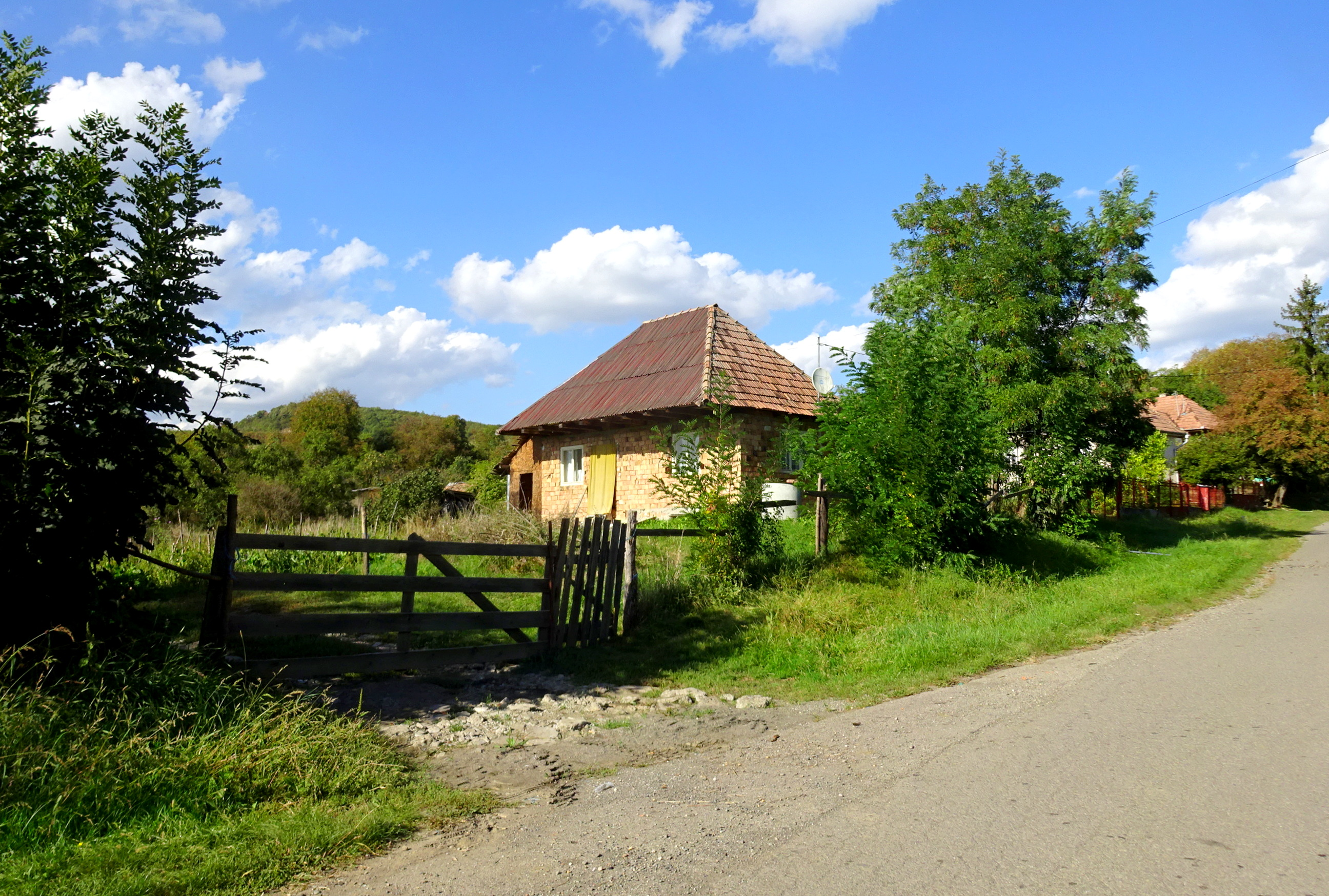
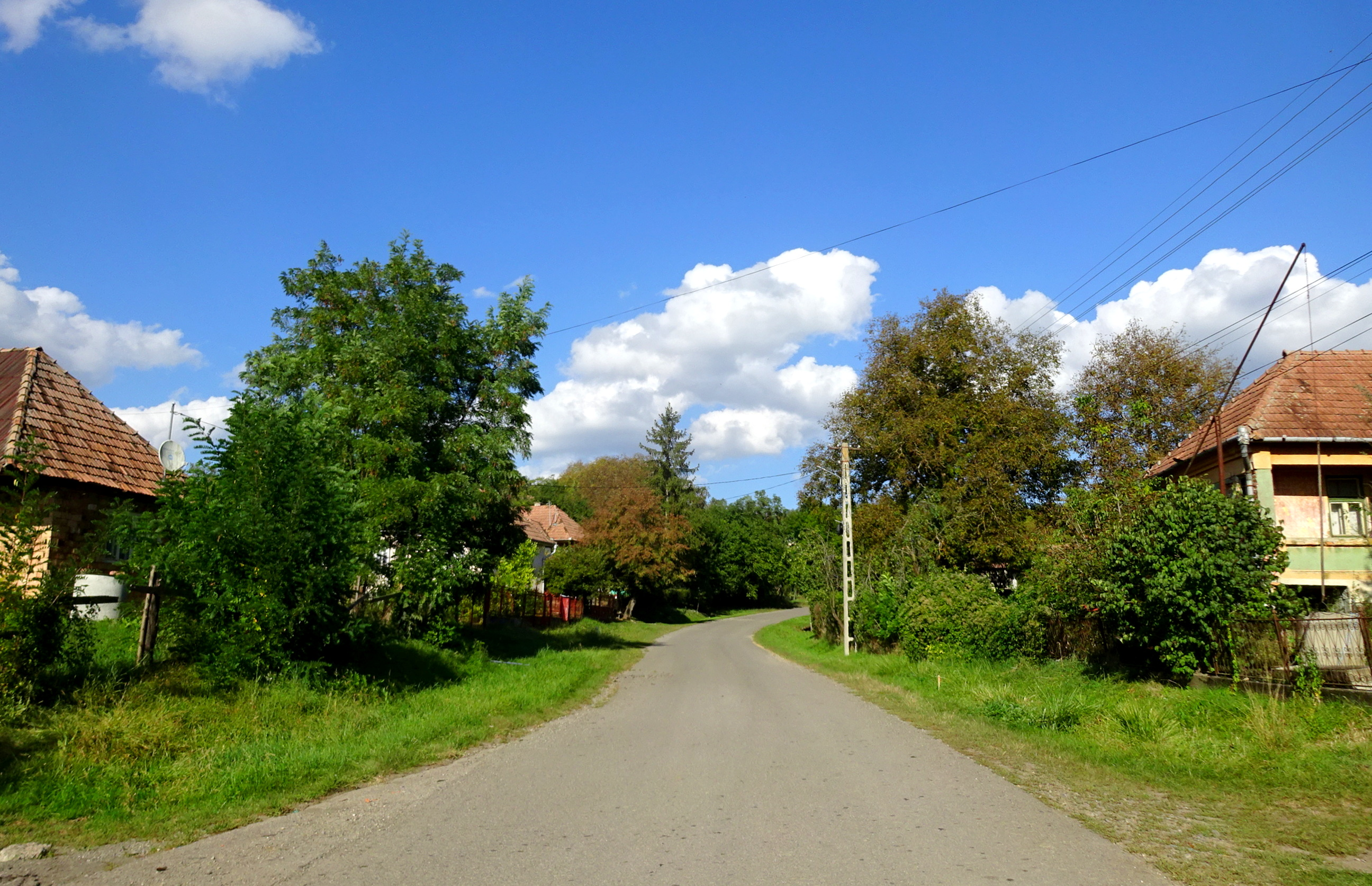
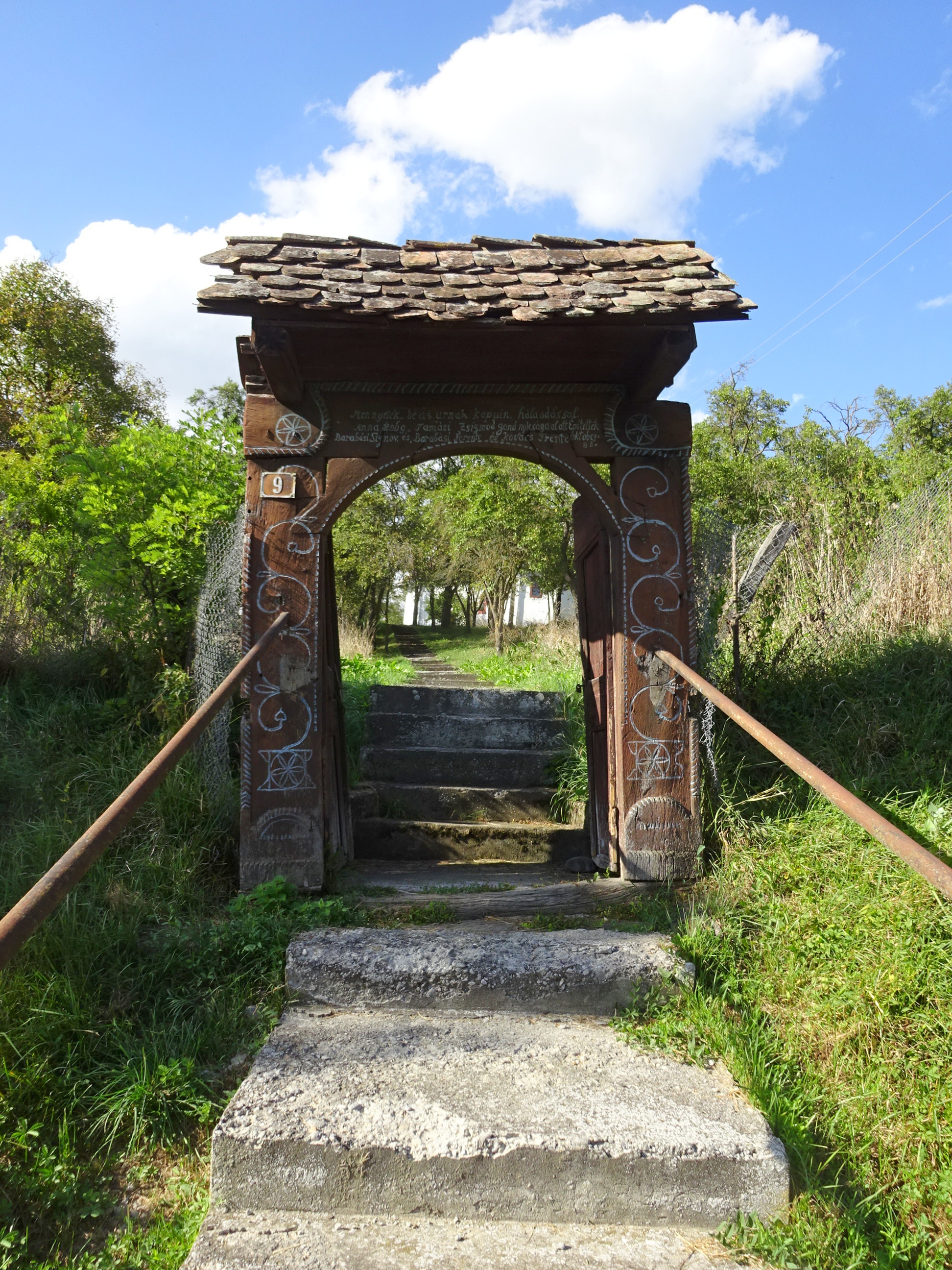
Poarta de lemn a bisericii reformate
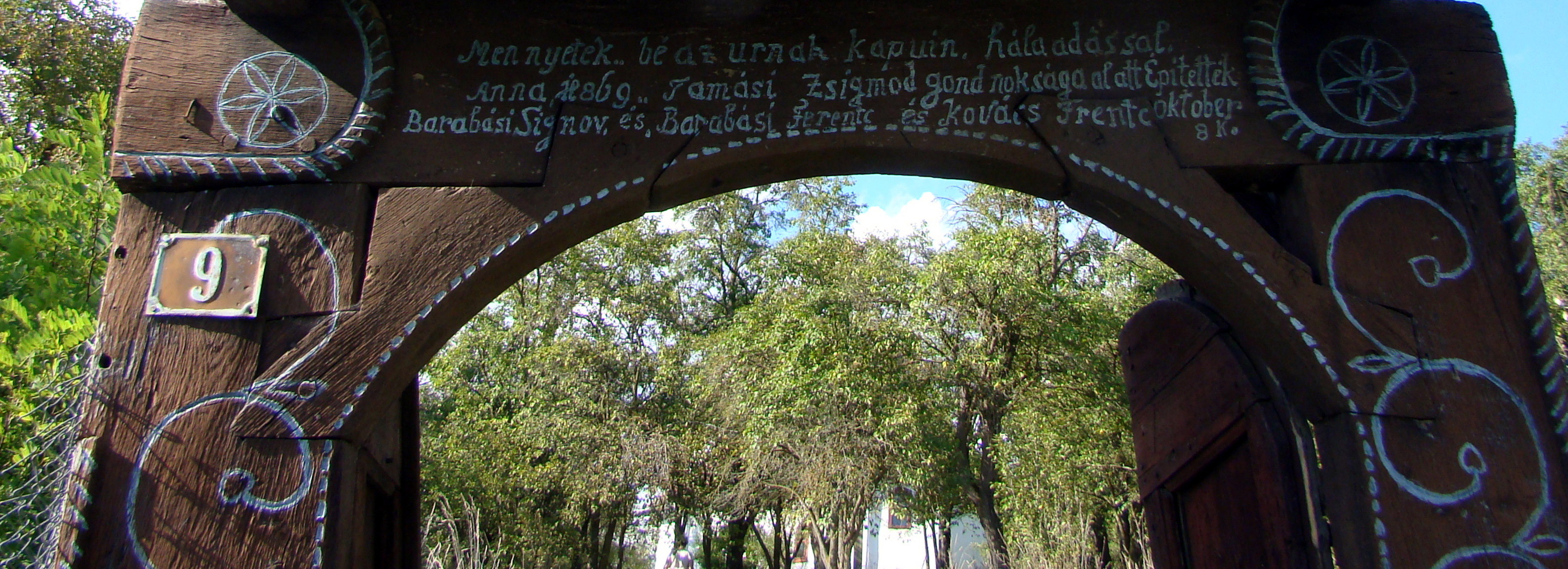
Inscripția
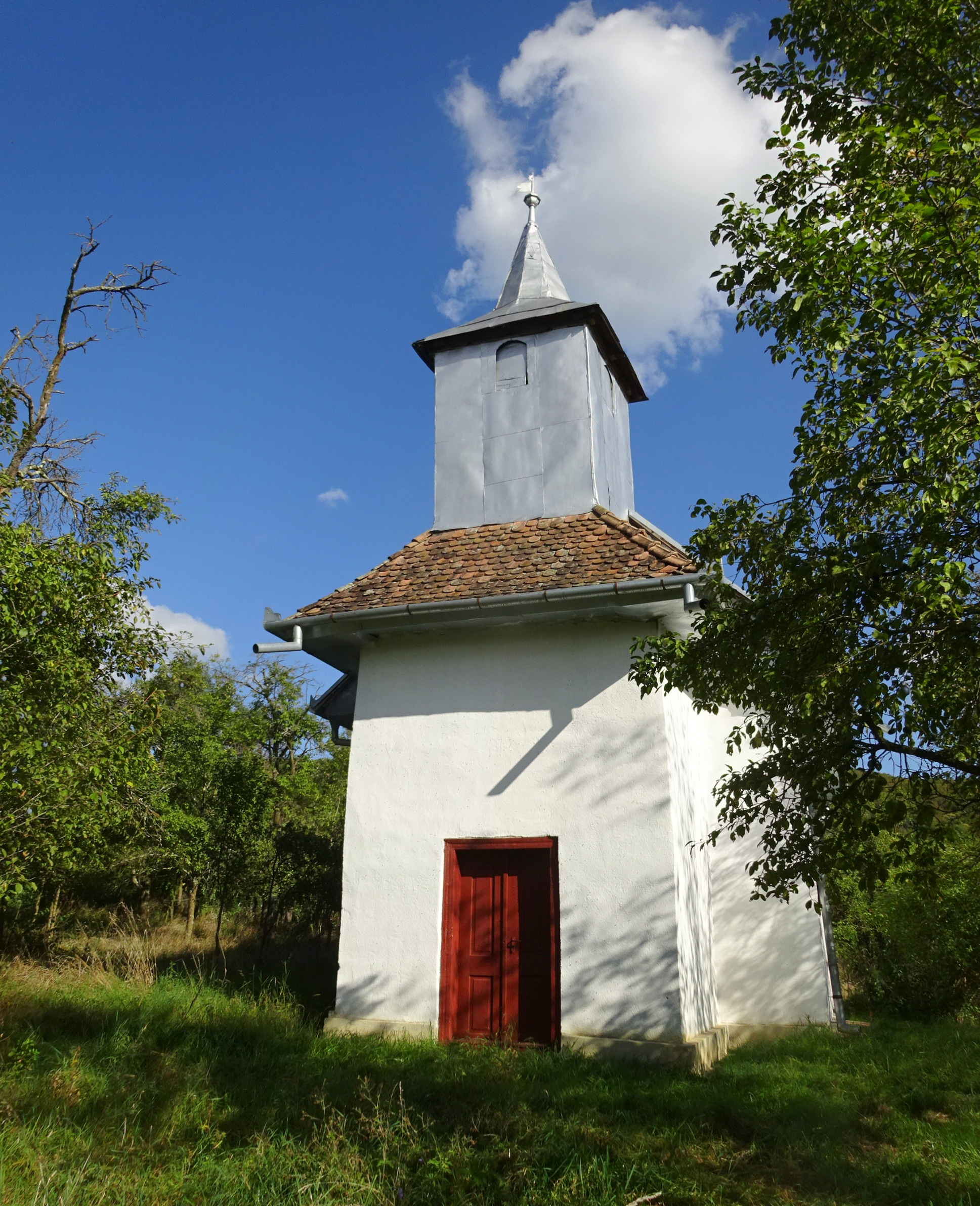
Biserica reformată din Ilioara
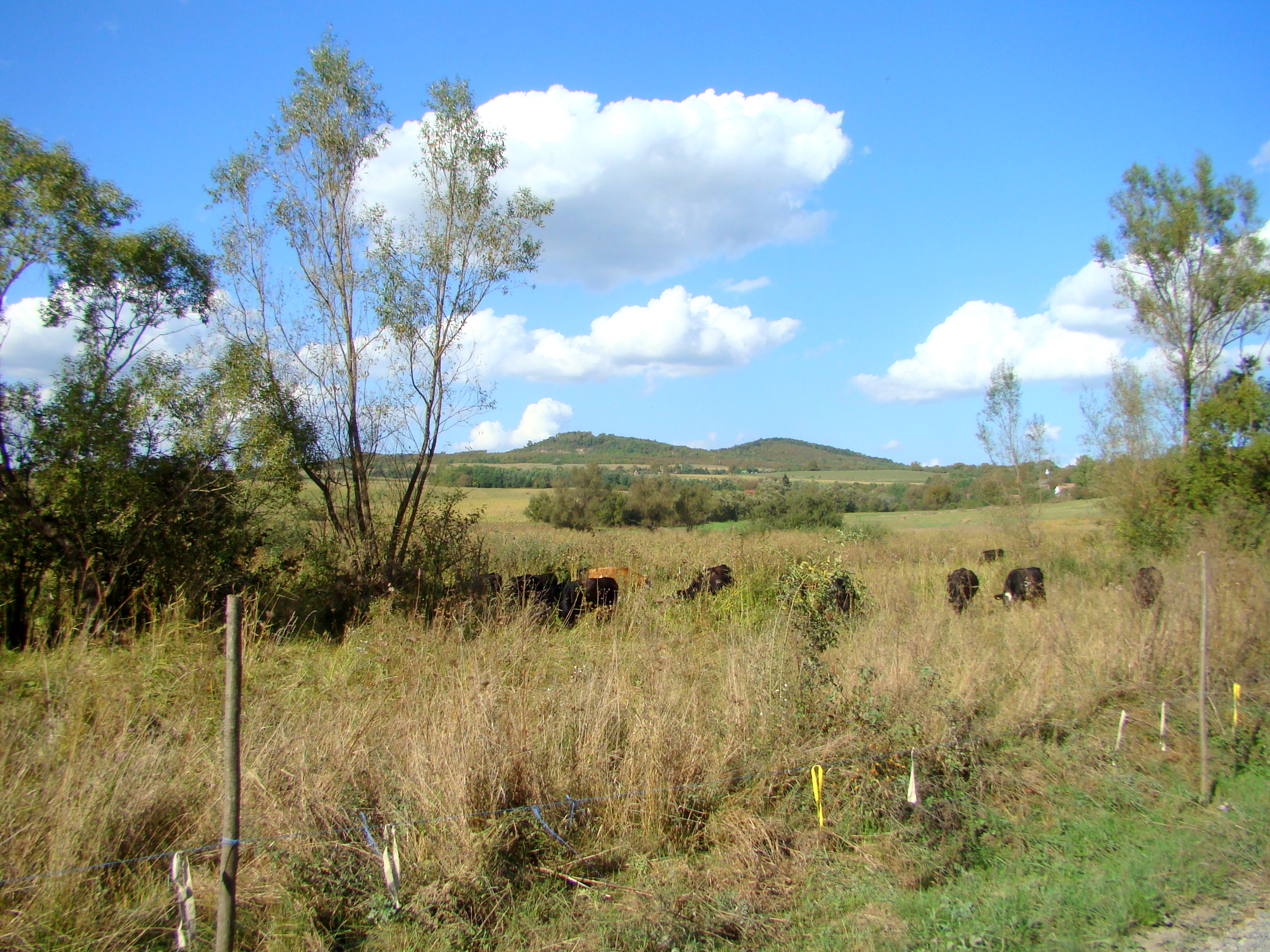
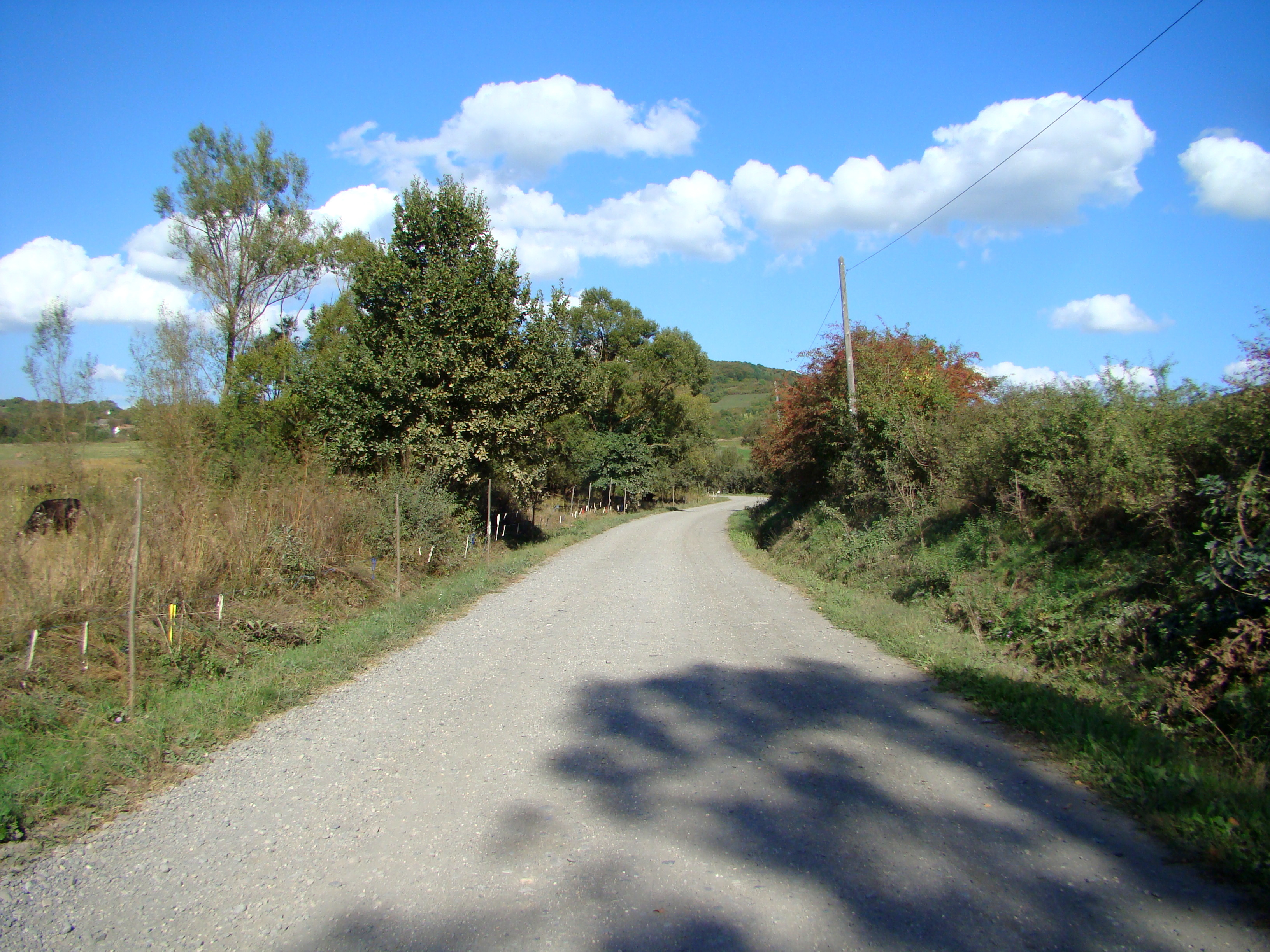
Drumul spre Mura Mică